# Chiaglas nobilitator
Chiaglas nobilitator är en stekelart som beskrevs av Heinrich 1934. Chiaglas nobilitator ingår i släktet Chiaglas och familjen brokparasitsteklar. Inga underarter finns listade i Catalogue of Life.